# Drenaje en bayoneta
Se llama drenaje en bayoneta al que tienen dos ríos paralelos que se unen a través de otro río perpendicular a los mismos, el cual corta el relieve que separa ambas cuencas. Su nombre obedece a la semejanza con el cañón de un rifle y la bayoneta calada que lleva sujeta al mismo. Los afluentes desembocan en los ríos principales o colectores formando ángulos de unos 90°.
Es típico en los relieves en los que la estratigrafía incide, por un lado, sobre la orientación de los estratos plegados y erosionados que forman cuestas en las filas montañosas determinadas por las capas rocosas más resistentes y, por el otro, sobre la formación de valles consecuentes (llamados así porque siguen una dirección paralela al eje del plegamiento y que, por consiguiente, son consecuentes con dicho plegamiento). Los valles consecuentes se insertan en los estratos intercalados compuestos por rocas que ofrecen menor resistencia a la erosión. También es frecuente encontrar estos valles y cuestas en zonas falladas ya que en muchas de estas zonas pueden distinguirse líneas de falla que tienen una disposición perpendicular entre sí, con fallas menores que enlazan a las más grandes, lo cual determina un drenaje en bayoneta tan pronto la erosión fluvial se inserta a lo largo de las mismas.